# Рукометна репрезентација Француске
Рукометна репрезентација Француске у организацији Рукометног савеза Француске (ФФХБ) представља Француску у рукомету на свим значајнијим светским и континенталним такмичењима. Прву медаљу Француска је освојила на Олимпијском рукометном турниру у Барселони пошто је у мечу за бронзану медаљу победила репрезентацију Исланда.
2010. године Француска је постала прва репрезентација која је у једном тренутку имала све три златне медаље са: Олимпијских игара, Европског првенства и Светског првенства.
Са шест златних медаља са Светских шампионата, Француска је најтрофејнија репрезентација.
Иако је федерација основана педесетих година, развој и успон француског рукомета започео је након освајања бронзане медаље у Барселони 1992. године под вођством Даниела Костантинија. Костантинијева ера донеће националном тиму неколико медаља, а кулминираће са две титуле Светског првака: 1995. и 2001. године. Након освајања последњег наслова, Костантини напушта национални тим, а наслеђује га Клод Онеста, који ће освојити злато на Олимпијским играма у Пекингу 2008. године и тако започети четворогодишњи период у којем ће бити створена најбоља рукометна генерација у историји.

## Историја и развој рукомета у Француској
Почеци рукомета у Француској били су врло спори. Крајем 1930-их било је неколико покушаја систематизовања рукометне игре јасном правилнику и стављања под јурисдикцију једне федерације. Међутим, тек 1941. године основана је прва „Француска рукометна федерација”. Деловање ратног савеза било је ограничено, а након Другог светског рата укинут је јер су послератне власти сматрале да не постоји правни легитимитет за рад. Тако је рукомет у Француској поново остао без кровне организације и требало је да прође седам година да би се поново успоставила Француска рукометна федерација 11. јула 1952. године.
Изненађујуће, рукомет се развијао врло брзо и број лиценци издатих члановима скочио је са 25.000 током 1965. на 160.000 1982. године.. Ипак, ова динамика, иако је довела до популаризације спорта, негативно је утицала на квалитет, тако да се Француска репрезентација деценијама борила да буде конкурентна на међународним такмичењима.
Без икаквог великог успеха до краја 1980-их, Француска је 1985. године испала у Ц категорију националних тимова, што је приморало савез на реакцију. Те године репрезентацију је преузео Данијел Костантини, који је имао задатак да у потпуности трансформише начин рада у националном тиму и врати Француску у светску елиту. Костантини је објаснио да ће му требати и време и новац (рукомет је у то време добијао врло мало средстава) да би створио успешан тим састављен од играча који имају потенцијал да буду светска класа. Када је најављено да ће Барселона бити домаћин Олимпијских игара 1992. године, Французи су се надали да ће изборити место на том турниру, па је Костантини, уз одобрење федерације, почео да спроводи ригорозне реформе. Последица ових промена била је видљива већ на Светском првенству у Чехословачкој 1990, када је Француска враћена у елитну групу. Предвођен младим Џексоном Ричардсоном, чинило се да је Француска коначно добила тим са којим би могла да постигне значајан резултат на глобалној сцени. Иако су у првој групи победили само Алжир, који није био светски тим, Француска је пружила добар отпор репрезентацијама Мађарске и Шведске и успела да прође у други круг. Тамо су изгубили од Румуније, која ће освојити треће место, ремизирали су са Чехословачком и победили Јужну Кореју, а у мечу за 9. место савладали Исланд и тако остварили свој најбољи пласман до тада, али и директан пласман на Олимпијске игре.

## Бронзана генерација, прва медаља у историји репрезентације (1992. година)
Данијел Костантини успео је у намери да на Олимпијском рукометном турниру оствари видан резултат који ће, додатно, подићи ниво интересовања у Француској за рукометом. На самом турниру у групи А, поред аутсајдера Египта, савладани су: Немачка 23:20, Шпанија 18:16, те се Костантини реванширао и Румунима за пораз са задњег Светског првенства и то са 26:20. Једини пораз Француска је претрпела, у групи, од Заједнице Независних Држава, односно, играча из некадашњег Совјетског Савеза и то само 23:22.
У полуфиналу Француска је поражена од Шведске, апсолутно најјаче селекције током 1990-их година, али је у борби за своју прву медаљу (бронза) савладала Исланд са 24:20. Захваљујући овој победи, медији у Француској прозвали су ову селекцију и генерацију Les Bronzés тј Бронзани.

## Лудаци (1993. - 2001. година)
Les Barjots (у преводу: Лудаци, у позитивном контексту) био је надимак националног тима у периоду од 1995. до 2001. године, када су репрезентацију водили Денис Латхоу, Џексон Ричардсон и Фредерик Воле и када је дошло до смене генерација. Током овог периода Француска је освојила чак два светска злата и једну бронзу и имала запажен наступ на Олимпијским играма 1996. и 2000. године.
Прво место на Светском првенству у рукомету 1995. године на Исланду било је резултат дугогодишњег рада са репрезентацијом. У финалу су прилично убедљиво (5 разлике на полувремену, 4 на крају утакмице) савладали јаку Хрватску рукометну репрезентацију резултатом 23:19.
Надимак „Лудаци” добили су због општег стила игре и атмосфере у тиму због које су на почетку турнира лоше играли против слабијих тимова (чак 2 пораза у првом колу на Светском првенству 1995), а касније су побеђивали изузетно јаке репрезентације (Немачка, Шпанија и Хрватска). Играчи су такође славили успехе и медаље на првенствима са посебним фризурама, што у то време није била пракса.
Тадашњи тренер, стручњак Данијел Костантини није се зауставио само на злату са Исланда, бронзи из Јапана и добром 4. месту из Атланте са Олимпијских игара, где их је у полуфиналу поразила Хрватска, а у мечу за бронзу поражени су од Шпаније, већ 2001. донео је још један успех његовом тиму. Те године је у Француској организовано Светско првенство. Француска је као домаћин такође била аутоматски фаворит и имала је јак тим у коме је, још увек, био легендарни ексон Ричардсон, али појавили су се нови играчи који ће касније чинити легендарну француску генерацију (Тиери Омеје, Жером Фернандез, браћа Жил). Француска је ово првенство завршила на првом месту победивши Шведску 34:31 после продужетака, чиме је турнир завршила без иједне изгубљене или нерешене утакмице. Тада је млади голман Омеје именован голманом турнира, а Бертранд Жил за пивотмена првенства.
Након овог злата са позиције селектора повукао се Данијел Костантини након шеснаест година рада.

## Учешћа репрезентације на међународним такмичењима

### Олимпијске игре
| Олимп. игре          | Фаза такмичења        | Пласман   | ИГ | П  | Н | И  | ГД   | ГП   | ГР   |
| -------------------- | --------------------- | --------- | -- | -- | - | -- | ---- | ---- | ---- |
| 1936. до 1988.       | Није се квалификовала | -         | -  | -  | - | -  | -    | -    | -    |
| Барселона 1992.      | Меч за 3. место       | 3. место  | 7  | 5  | 0 | 2  | 157  | 143  | +14  |
| Атланта 1996.        | Меч за 3. место       | 4. место  | 7  | 4  | 0 | 3  | 190  | 165  | +25  |
| Сиднеј 2000.         | Меч за 5. место       | 6. место  | 8  | 4  | 1 | 3  | 192  | 177  | +15  |
| Атина 2004.          | Меч за 5. место       | 5. место  | 8  | 7  | 0 | 1  | 221  | 176  | +45  |
| Пекинг 2008.         | Победници             | 1. место  | 8  | 7  | 1 | 0  | 228  | 185  | +43  |
| Лондон 2012.         | Победници             | 1. место  | 8  | 7  | 0 | 1  | 229  | 175  | +54  |
| Рио Де Жанеиро 2016. | Финале                | 2. место  | 8  | 6  | 0 | 2  | 241  | 201  | +40  |
| Укупно               | 7/12                  | 2. титуле | 54 | 40 | 2 | 12 | 1458 | 1227 | +231 |

### Светска првенства
| Првенство | Фаза такмичења        | Пласман   | ИГ  | П   | Н | И  | ГД   | ГП   | ГР   |
| --------- | --------------------- | --------- | --- | --- | - | -- | ---- | ---- | ---- |
| 1938.     | Није се квалификовала | -         | -   | -   | - | -  | -    | -    | -    |
| 1954.     | Меч за 5. место       | 6. место  | 3   | 0   | 1 | 2  | 26   | 61   | -35  |
| 1958.     | Прва групна фаза      | 9. место  | 3   | 1   | 0 | 2  | 66   | 57   | +9   |
| 1961.     | Меч за 7. место       | 8. место  | 6   | 1   | 0 | 5  | 70   | 105  | -35  |
| 1964.     | Прва групна фаза      | 14. место | 3   | 0   | 0 | 3  | 41   | 64   | -23  |
| 1967.     | Прва групна фаза      | 10. место | 3   | 1   | 0 | 2  | 34   | 41   | -7   |
| 1970.     | Група од 9-12. места  | 12. место | 6   | 1   | 0 | 5  | 80   | 105  | -25  |
| 1974.     | Није се квалификовала | -         | -   | -   | - | -  | -    | -    | -    |
| 1978.     | Прва групна фаза      | 16. место | 3   | 0   | 0 | 3  | 54   | 97   | -43  |
| 1982.     | Није се квалификовала | -         | -   | -   | - | -  | -    | -    | -    |
| 1986.     | Није се квалификовала | -         | -   | -   | - | -  | -    | -    | -    |
| 1990.     | Меч за 9. место       | 9. место  | 7   | 3   | 1 | 3  | 161  | 158  | +3   |
| 1993.     | Финале                | 2. место  | 7   | 5   | 0 | 2  | 155  | 151  | +4   |
| 1995.     | Победници             | 1. место  | 9   | 7   | 0 | 2  | 218  | 185  | +33  |
| 1997.     | Меч за 3. место       | 3. место  | 9   | 7   | 0 | 2  | 223  | 206  | +17  |
| 1999.     | Меч за 5. место       | 6. место  | 9   | 6   | 0 | 3  | 241  | 210  | +31  |
| 2001.     | Победници             | 1. место  | 9   | 9   | 0 | 0  | 233  | 172  | +61  |
| 2003.     | Меч за 3. место       | 3. место  | 9   | 7   | 0 | 2  | 257  | 194  | +63  |
| 2005.     | Меч за 3. место       | 3. место  | 10  | 6   | 2 | 2  | 301  | 240  | +61  |
| 2007.     | Меч за 3. место       | 4. место  | 10  | 6   | 0 | 4  | 300  | 243  | +57  |
| 2009.     | Победници             | 1. место  | 10  | 9   | 0 | 1  | 296  | 211  | +85  |
| 2011.     | Победници             | 1. место  | 10  | 9   | 1 | 0  | 327  | 245  | +82  |
| 2013.     | Четвртфинале          | 6. место  | 7   | 5   | 0 | 2  | 207  | 182  | +25  |
| 2015.     | Победници             | 1. место  | 9   | 8   | 1 | 0  | 259  | 215  | +44  |
| 2017.     | Победници             | 1. место  | 9   | 9   | 0 | 0  | 282  | 218  | +64  |
| / 2019.   | Меч за 3. место       | 3. место  | 10  | 7   | 1 | 2  | 278  | 251  | +27  |
| 2021.     | Меч за 3. место       | 4. место  | 9   | 7   | 0 | 2  | 267  | 250  | +17  |
| 2023.     | Финале                | 2. место  | 9   | 8   | 0 | 1  | 301  | 245  | +56  |
| Укупно    | 26/29                 | 6. титула | 178 | 121 | 6 | 51 | 4635 | 4059 | +576 |

### Европска првенства
| Првенство | Фаза такмичења    | Пласман   | ИГ | П  | Н | И  | ГД   | ГП   | ГР   |
| --------- | ----------------- | --------- | -- | -- | - | -- | ---- | ---- | ---- |
| 1994.     | Меч за 5. место   | 6. место  | 6  | 2  | 1 | 3  | 148  | 148  | 0    |
| 1996.     | Меч за 7. место   | 7. место  | 6  | 4  | 0 | 2  | 154  | 141  | +13  |
| 1998.     | Меч за 7. место   | 7. место  | 6  | 2  | 1 | 3  | 140  | 153  | -13  |
| 2000.     | Меч за 3. место   | 4. место  | 7  | 4  | 1 | 2  | 173  | 164  | +9   |
| 2002.     | Меч за 5. место   | 6. место  | 7  | 3  | 2 | 2  | 180  | 167  | +13  |
| 2004.     | Меч за 5. место   | 6. место  | 7  | 3  | 1 | 3  | 189  | 182  | +7   |
| 2006.     | Победници         | 1. место  | 8  | 7  | 0 | 1  | 246  | 196  | +50  |
| 2008.     | Меч за 3. место   | 3. место  | 8  | 6  | 0 | 2  | 231  | 207  | +24  |
| 2010.     | Победници         | 1. место  | 8  | 6  | 2 | 0  | 225  | 196  | +29  |
| 2012.     | Друга групна фаза | 11. место | 6  | 2  | 1 | 3  | 157  | 163  | -6   |
| 2014.     | Победници         | 1. место  | 10 | 9  | 0 | 1  | 322  | 282  | +40  |
| 2016.     | Меч за 5. место   | 5. место  | 7  | 5  | 0 | 2  | 210  | 182  | +28  |
| 2018.     | Меч за 3. место   | 3. место  | 10 | 9  | 0 | 1  | 244  | 212  | +32  |
| 2020.     | Прва групна фаза  | 14. место | 3  | 1  | 0 | 2  | 82   | 79   | +3   |
| Укупно    | 14/14             | 3. титуле | 90 | 57 | 8 | 25 | 2501 | 2277 | +224 |

## Састав рукометне репрезентације Француске
Од 13. јануара 2021. (Састав за Светско првенство 2021.)
| Бр | Име              | Попзиција   | Дат. рођ.   | Клуб             | Утак./Гол |
| -- | ---------------- | ----------- | ----------- | ---------------- | --------- |
| 2  | Јанис Лене       | десно крило | 29.06.1996. | Монпеље          | 16/17     |
| 5  | Недим Ремили     | десни бек   | 18.07.1995. | ПСЖ              | 69/216    |
| 7  | Роман Лагард     | леви бек    | 05.03.1997. | Рајн–Некар Левен | 39/52     |
| 9  | Мелвин Ричардсон | десни бек   | 30.01.1997. | Монпеље          | 22/47     |
| 10 | Дика Мем         | десни бек   | 31.08.1997. | Барселона        | 52/133    |
| 11 | Николас Турна    | пивот       | 05.04.1994. | Виве Кјелце      | 31/29     |
| 12 | Венсан Жерар     | голман      | 16.12.1986. | ПСЖ              | 97/14     |
| 14 | Кентин Мае       | средњи бек  | 22.05.1991. | Веспрем          | 107/354   |
| 16 | Јан Женти        | голман      | 26.12.1981. | ПСЖ              | 6/0       |
| 17 | Тимоти Нгесан    | леви бек    | 18.09.1992. | Барселона        | 78/145    |
| 19 | Лик Абало        | десно крило | 06.09.1984. | Елверум          | 262/805   |
| 21 | Микаел Гигу      | лево крило  | 28.01.1982. | Ним              | 283/970   |
| 22 | Лука Карабатић   | пивот       | 19.04.1988. | ПСЖ              | 103/120   |
| 23 | Лудовик Фабрегас | пивот       | 01.07.1996. | Барселона        | 69/117    |
| 24 | Весли Пардан     | голман      | 01.01.1990. | Пејс д'Акс       | 17/0      |
| 25 | Уго Деска        | лево крило  | 16.08.1992. | Монпеље          | 2/0       |
| 26 | Николас Клер     | средњи бек  | 10.07.1987. | Пејс д'Акс       | 45/45     |
| 27 | Ејдриан Дипанда  | десни бек   | 03.05.1988. | Сен Рафаел       | 77/91     |
| 28 | Валентин Порт    | десно крило | 07.09.1990. | Монпеље          | 108/313   |
| 37 | Жан−Жак Аквиљо   | леви бек    | 17.01.1989. | Ним              | 2/7       |

Селектор: Гијом Жил  (12.07.1976.)